# Кузнецова-Молодчая Тетяна Степанівна
Кузнецова-Молодчая Тетяна Степанівна (нар. 26 червня 1967, Городня, Чернігівська область, Україна) — голова Чернігівської районної ради Чернігівської області (з 2022 року), керівник Чернігівського міського центру соціальних служб для сім'ї, дітей та молоді (2011-2017, 2020–2022), заступниця голови ГО «Спілка жінок Чернігова», громадська діячка.

## Освіта
1988 року закінчила Чернігівський державний педагогічний інститут ім. Т. Г. Шевченка та отримала якісну освіту за спеціальністю «Педагогіка та методика початкового навчання».
2019 року — Чернігівський національний технологічний університет, отримала дві освіти та дипломи з відзнакою за спеціальностями «Публічне управління та адміністрування», «Соціальна робота».

## Трудова діяльність
1988 року — вихователь школи-інтернату для дітей-сиріт та дітей, позбавлених спільної опіки батьків у м. Городня.
1989 року, серпень — учитель початкових класів Городнянської середньої школи № 2.
1990—2011 роки — учитель ЗНЗ № 14 та ЗНЗ № 34 м. Чернігова.
2011—2017 роки — директор Чернігівського міського центру соціальних служб для сім'ї, дітей та молоді.
2017—2020 роки — голова Новозаводської районної у м. Чернігові ради.
2020, листопад — посада директора Чернігівського міського центру соціальних служб для сім'ї, дітей та молоді.
З лютого 2022 року по теперішній час — голова Чернігівської районної ради Чернігівської області

## Соціальна діяльність

### Суспільна праця
Депутат Новозаводська районна рада (Чернігів) Новозаводської районної у м. Чернігові ради VI скликання.
Депутат Новозаводська районна рада (Чернігів) Новозаводської районної у м. Чернігові ради VII скликання.
Депутат Чернігівської районної ради VIII скликання.
Член партії «Рідний дім»

### Громадська активність
Інтерес до суспільної і громадської роботи, організаторські здібності, ініціативність, вимогливість до себе, готовність допомагати іншим, бути корисним для оточуючих — все це виявлялось під час робочих зустрічей, виїзних засідань, участі у благодійних акціях, суспільно-корисних активностях.
2012, квітень — учасниця прес-конференції з нагоди старту благодійної акції «Серце до серця».
2015, серпень — ініціатор робочої зустрічі та співпраці Чернігівського міського центру соціальних служб для сім'ї, дітей та молоді із Чернігівським місцевим центром з надання безоплатної вторинної правової допомоги.
2021, листопад — учасниця онлайн-конференції до Всеукраїнської інформаційної кампанії «16 днів проти насильства» та 10-річчю прийняття Конвенції Ради Європи про запобігання насильству проти жінок і домашньому насильству та боротьбу із цими явищами, доповідь з теми «Діяльність Чернігівського міського центру соціальних служб щодо запобігання домашньому насильству».
2022, травень — ініціатор спільного виїзду із військовослужбовцями Збройних Сил України до с. Льгів Михайло-Коцюбинської територіальної громади з метою надання медичної та психологічної допомоги жителям населеного пункту та організації робіт з виявлення та знешкодження вибухонебезпечних предметів.
2024, січень — робочий візит до Куликівської селищної громади щодо нагальних питань: надзвичайна ситуація для мешканців під час під час обстрілів Чернігова та області, про Волонтерський рух допомоги українським військовикам (2014 — дотепер), про реформи освіти, медицини, соціальної сфери, проблеми й досягнення громади та багато іншого.
2024, січень — відкриття виставки «Я вам цей борг ніколи не залишу…» у Чернігівському обласному історичному музеї ім. В. В. Тарновського (про трагедію і подвиг, злочин і милосердя).
2024, січень — участь у благодійному заході «З Україною в серці», присвяченому Дню Соборності України (Михайло-Коцюбинське).
2024, березень — ініціатор підписання Меморандуму про співпрацю між Чернівецькою та Чернігівською районними радами щодо питань, пов'язаних із подоланням наслідків російського вторгнення в Україну (у рамках гуманітарної місії з військовими «Збройні Сили України підставляють плече»).
2024, березень — учасниця круглого столу «Сила жіночих голосів на передовій захисту прав людини» щодо проблем додержання прав жінок в умовах сьогодення, представлення проєктів, спрямованих на захист прав жінок (захід організований ГО «Спілка жінок м. Чернігова» за сприяння Чернігівської міської ради та Представництва Уповноваженого Верховної Ради України з прав людини в Чернігівській області).
2024 року, березень — організатор круглого столу представників органів місцевого самоврядування району із громадською спілкою «Національна рада жінок України» про активізацію роботи селищних громад звільнених/деокупованих територій: Киїнка, Михайло-Коцюбинське, Седнів.
2024, травень — учасниця майстер-класу, проведено в межах грантового конкурсу «Посилення громадської участі в процесах раннього відновлення на звільнених територіях» (ІСАР Єднання за підтримки Міжнародного фонду «Партнерство за сильну Україну»).
2024, серпень — учасниця урочистостей з нагоди Дня Державного прапора України в Чернігові.

## Відзнаки та нагородження
2004 року — Нагрудний знак «Відмінник освіти України»
2011 року — лауреат Міжнародної літературно-мистецької премії імені Григорія Сковороди
2012 року — лауреат Премії імені Миколи Гоголя
2014 року — лауреат XVII міського конкурсу «Жінка року»
2021 року — Почесна грамота Чернігівської обласної ради за визначну громадсько-політичну діяльність, зразкове виконання службових обов'язків, успіхи у розвитку органів місцевого самоврядування та виконавчої влади і інші заслуги перед громадою Чернігівської області.

## Родина
Чоловік — Кузнецов-Молодчий Олександр Томович, онук видатного льотчика, почесного громадянина Чернігова, генерал-лейтенанта авіації Олександра Гнатовича Молодчого. Керівник благодійного фонду імені Двічі Героя Радянського Союзу Олександра Молодчого.
Донька — Кузнецова-Молодчая Ангеліна Олександрівна, студентка Київського національного університету будівництва і архітектури, факультет «Архітектурний», спеціальність «Архітектура та містобудування», II курс.